# 帕维尔·卡尔洛维奇·施滕贝格
帕维尔·卡尔洛维奇·施滕贝格 （俄语：Павел Карлович Штернберг；1865年4月2日—1920年2月1日），是一位俄罗斯天文学家和革命者。出生于奥廖尔市一个德国移民家庭。他促成了克伦斯基政府的跨台。施滕贝格是列宁和托洛茨基的朋友。天文学方面，他的重要贡献包括发现的行星摄动，莫斯科天文台纬度的测量和天文摄影的应用。他的天文摄影首要课题就是捕获双星。
斯腾伯格天文研究所和月球上“斯腾伯格环形山”就是以他的名字命名的

## 参引
1. ↑  
. lunar.arc.nasa.gov.   [2008-10-11]. （原始内容存档于2008-09-16）.